# Чуча Олексій Юрійович
Олексій Юрійович Чуча — сержант Збройних сил України, учасник російсько-української війни, що трагічно загинув під час російського вторгнення в Україну в 2022 році.
Служив в 36ОБрМП. Здався в полон на заводі имені Ілліча в Маріуполі.

## Нагороди
- орден «За мужність» III ступеня (2022, посмертно) — за особисту мужність і самовіддані дії, виявлені у захисті державного суверенітету та територіальної цілісності України, вірність військовій присязі, зразкове виконання службового обов’язку.